# 熙熙攘攘、我們的城市
熙熙攘攘、我們的城市（羅馬化：Zattō, Bokura no Machi）是五人女子樂團TOGENASHI TOGEARI的第六張單曲，於2024年4月5日先行數位發行，5月22日以加大單曲的形式正式發售。

## 創作
標題曲熙熙攘攘、我們的城市是TOGENASHI TOGEARI參與配音的電視動畫《少女樂團 吶喊吧》的片頭曲，為該作量身打造。由於TOGENASHI TOGEARI與《少女樂團 吶喊吧》為聯動企劃，本作作為動畫開播後的首支新曲，被凪都稱為與出道曲皆无其名齊名的樂團起點之歌。樂曲本身難度極高，尤其B段為變拍子且鼓手需演奏過門，令全體成員都吃足苦頭。
收錄於第二軌的B面曲（羅馬字：Kara no Hako）則是在電視動畫中，由夕莉飾演的河原木桃香曾經所屬樂團「鑽石星塵」的歌曲，並由理名飾演的井芹仁菜翻唱。該曲於第1話結尾場景中使用。歌曲主題為年輕時期的挫折與面對困難的經歷，夕莉亦表示這是她最有感觸的一首歌。此外，還有桃香於「鑽石星塵」時期演唱的版本、桃香於街頭自彈自唱的版本、以及由近藤玲奈飾演的「鑽石星塵」主唱雛所演唱的版本等多種版本。

## 發行
熙熙攘攘、我們的城市於2024年3月16日在單獨公演「 Hakumei no Josō」中首次公開演出。4月5日與一同先行數位發行，5月22日與正因为是无法成为他人的我一同正式發售。5月28日於TBS音樂節目《PLAYLIST》中首次於電視上演出。

## 評價

### 熙熙攘攘、我們的城市
樂評人 Nakanishikyū在《音樂Natalie》中表示，熙熙攘攘、我們的城市4/4拍與6/8拍交錯的變拍子，以及隨之而來的技巧性、充滿變化的編曲令人耳目一新，但因副歌旋律遵循傳統J-POP的作法，既朗朗上口又開放，讓這首歌同時具備流行歌曲的普遍性與親和力，是一首無懈可擊的作品。
以紅蓮華等作品聞名的音樂家草野華余子則表示，這首歌與正因为是无法成为他人的我都讓她感受到「透明感中隱藏着銳利的刺」。她認為TOGENASHI TOGEARI的音樂是「青春的遺物」，「因為年輕所以透明，因為年輕所以殘酷，雖然歪斜卻很洗鍊，帶着危險氣息深深刺入胸口」。她表示對TOGENASHI TOGEARI未來的音樂發展感到非常期待。

### 
樂評人 Nakanishikyū在《音樂Natalie》中表示，以吉他為核心，具有民謠風格的旋律線與和聲結構，但在編曲上則完全不走民謠路線，反而以讓人聯想到迪斯可節奏的八度貝斯，以及帶有強烈新浪潮色彩的吉他切奏，展現出另類搖滾的風貌。

## 商業成績
單曲發行首週以略高於4,800張實體銷量登上Oricon日本單曲榜第16位。

### 排行榜
| 排行榜（2024年）                 | 最佳名次 |
| -------------------------------- | -------- |
| 日本（Oricon單曲榜）             | 16       |
| 日本（Oricon數位單曲榜）         | 38       |
| 日本（日本告示牌歌曲下載榜）     | 35       |
| 日本（日本告示牌最佳單曲銷售榜） | 18       |

## 曲目
| 《熙熙攘攘、我們的城市》CD單曲曲目 | 《熙熙攘攘、我們的城市》CD單曲曲目      | 《熙熙攘攘、我們的城市》CD單曲曲目 | 《熙熙攘攘、我們的城市》CD單曲曲目 | 《熙熙攘攘、我們的城市》CD單曲曲目 |
| 曲序                               | 曲目                                    |                                    | 作曲                               | 时长                               |
| ---------------------------------- | --------------------------------------- | ---------------------------------- | ---------------------------------- | ---------------------------------- |
| 1.                                 | 熙熙攘攘、我們的城市                    | 大濱健悟                           | 大濱健悟                           | 3:04                               |
| 2.                                 | （井芹仁菜、河原木桃香）                | Matsubara Sarari                   | 南田健吾                           | 3:05                               |
| 3.                                 | （Vo.河原木桃香）                       | Matsubara Sarari                   | 南田健吾                           | 1:18                               |
| 4.                                 | 熙熙攘攘、我們的城市（Instrumental）    |                                    | 大濱健悟                           | 3:04                               |
| 5.                                 | （井芹仁菜、河原木桃香 / Instrumental） |                                    | 南田健吾                           | 3:04                               |
| 总时长：                           | 总时长：                                | 总时长：                           | 总时长：                           | 13:38                              |

## 外部連結
- 官方网站（日語）